# Langona manicata
Langona manicata là một loài nhện trong họ Salticidae.
Loài này thuộc chi Langona. Langona manicata được Eugène Simon miêu tả năm 1901.